# Alekseï Goussarov
Pour les articles homonymes, voir Goussarov.
Temple de la renommée russe : 2014
Alekseï Vassilievitch Goussarov - en russe : Алексей Васильевич Гусаров (Aleksej Vasil’evič Gusarov), et en anglais : Alexei Gusarov - (né le 8 juillet 1964 à Léningrad en URSS) est un joueur professionnel russe de hockey sur glace devenu entraîneur. Il évolue au poste de défenseur. International soviétique et russe, il a été champion du monde et champion olympique. Il a remporté la Coupe Stanley en 1996 avec l'Avalanche du Colorado ce qui lui a permis d'intégrer le Club Triple Or. Il est membre du Temple de la renommée du hockey russe.

## Biographie

### Débuts à Leningrad
Au printemps 1981, il joue ses deux premiers matchs en senior avec le VIFK Leningrad dans le troisième échelon d'URSS, la Vtoraïa Liga. La saison suivante, il joue en parallèle avec le SKA Léningrad dans le championnat d'URSS. Il est sélectionné avec l'Équipe d'URSS junior pour le championnat d'Europe junior 1982. En 1984, il est champion du monde junior.

### Le HK CSKA Moscou
À l'issue de cette saison, il rejoint le HK CSKA Moscou qui domine alors l'Europe. Il est accompagné par son coéquipier Ievgueni Belocheïkine. Ce jeune gardien de but a la lourde tâche de remplacer Vladislav Tretiak et est considéré comme un espoir du hockey soviétique. L'entraîneur du CSKA Viktor Vassilievitch Tikhonov est également sélectionneur de l'équipe d'URSS. Il s'aguérit aux côtés de joueurs comme Viatcheslav Fetissov. Il trouve rapidement sa place dans l'effectif et ne tarde pas à devenir international senior. Emmené par la ligne KLM composée de Vladimir Kroutov, Sergueï Makarov et Igor Larionov, le club de l'armée remporte les Coupe d'Europe 1984-1985, 1985-1986 et 1986-1987 réalisant trois doublés en décrochant le championnat ces mêmes années. Durant cette saison, Belocheïkine se casse la jambe. Il commence à déprimer et se plonge dans l'alcool. À la suite d'une soirée arrosée avec Goussarov, ils sont retrouvés inanimés. Après cet incident, le gardien souffre de troubles de la vision et de problèmes de foie. Si Goussarov s'en sort indemne, sa carrière n'est pas perturbée, ce qui n'est pas le cas de celle de son coéquipier dont le déclin s'amorce.
En 1988, le CSKA accomplit un triplé avec la Coupe d'URSS, le championnat et la Coupe d'Europe. Il est choisi en 1988 au cours du repêchage d'entrée dans la Ligue nationale de hockey par les Nordiques de Québec en 11e ronde, en 213e position. Son coéquipier Valeri Kamenski est choisi par la même franchise en 179e position. Puis, il est admis au temple de la renommée du hockey soviétique. La saison suivante, l'Europe et l'URSS sont à nouveau dominées par les hommes de Tikhonov malgré les départs pour la LNH des joueurs de la ligne KLM, ainsi que ceux de Fetissov et d'Alekseï Kassatonov qui affaiblissent l'équipe. La ligne Andreï Khomoutov - Viatcheslav Bykov - Valeri Kamenski est le moteur offensif de l'équipe. Le CSKA deuxième derrière le Dinamo Moscou en URSS.
À l'intersaison, alors que Khomoutov et Bykov signent à Fribourg-Gottéron, le défenseur commence la saison avec le CSKA avant de partir en Amérique du Nord.

### Les Nordiques de Québec
En 1990, il débute dans la LNH avec les Nordiques qui finissent avec le plus mauvais bilan de la ligue. Goussarov réalise malgré tout une bonne saison recrue devant son gardien Ron Tugnutt. Il totalise 12 points en 36 parties. Durant la saison, il a joué deux parties pour trois assistances avec le club-école des Citadels d'Halifax dans la Ligue américaine de hockey.
La saison suivante, Kamenski décide de rejoindre les Nordiques mais doit patienter avant d'intégrer l'effectif après s'être fracturé la jambe lors d'un match préparatoire pour la Coupe Canada 1991. Mike Hough est le capitaine de l'équipe entraînée brièvement par Dave Chambers puis licencié par le président de l'équipe, Pierre Pagé, qui prend sa place derrière le banc. Portant le numéro 17, Kamenski joue une vingtaine de matchs cette année-là. Les Nordiques terminent derniers de l'association Wales et Joe Sakic est le meilleur pointeur de l'équipe.
Le 30 juin 1992 est une date importante dans l'histoire de la franchise. Le premier choix du repêchage d'entrée 1991 Eric Lindros, qui refuse de jouer pour la franchise de Québec, est échangé aux Flyers de Philadelphie en retour de Peter Forsberg, Steve Duchesne, Kerry Huffman, Mike Ricci, Ron Hextall, le premier choix des Flyers au repêchage de 1993 (Jocelyn Thibault), 15 000 000 $ et des considérations futures (Chris Simon et le premier choix des Flyers au repêchage de 1994, Nolan Baumgartner). Les coéquipiers du capitaine Joe Sakic terminent deuxièmes de la division Adams. Mats Sundin, Sakic, Duchesne, Ricci, Owen Nolan et Kamenski, ont tous une moyenne de point par match supérieure à l'unité. Les Nordiques s'inclinent au premier tour des séries contre les Canadiens de Montréal 4 victoires à 2.
Ils ne parviennent pas à conquérir la qualification pour les séries en 1994.
La saison 1995 débute par un lock-out. Le suédois Peter Forsberg fait ses débuts avec l'équipe. Entraînés par Marc Crawford, les « Fleursdelisés » remportent l'association de l'Est mais s'inclinent 4-2 au premier tour des séries éliminatoires contre les Rangers de New York. Forsberg décroche le trophée Calder de la meilleure recrue de la saison et Crawford le trophée Jack-Adams du meilleur entraîneur.

### L'Avalanche du Colorado
En 1995, les Nordiques déménagent à Denver pour devenir l'Avalanche du Colorado. L'Avalanche remporte la division pacifique. Avec 85 points dont 38 buts, Kamenski réalise la saison la plus prolifique de sa carrière. En séries éliminatoires, l'équipe élimine quatre victoires à deux les Canucks de Vancouver, les Blackhawks de Chicago de Ed Belfour puis les Red Wings de Détroit de Chris Osgood premiers au bilan de la saison régulière. En finale, elle affronte les Panthers de la Floride. Les floridiens emmenés par Scott Mellanby sont impuissants face à la franchise du Colorado. Le défenseur Uwe Krupp inscrit le but décisif lors de l'ultime manche. Les Panthers et leur gardien John Vanbiesbrouck s'inclinent quatre victoires à zéro et l'Avalanche remporte la Coupe Stanley. Le récipiendaire du trophée Conn-Smythe, Joe Sakic, marque 34 points bien soutenu par Kamenski et Forsberg auteurs de 10 buts chacun. Kamenski, Forsberg et Goussarov entrent ainsi dans l'histoire en devenant membre du Club Triple Or désignant les joueurs ayant remporté à la fois les Jeux olympiques, les championnats du monde et la Coupe Stanley.
En 1996-1997, les « Avs » remportent le trophée des présidents de l'équipe ayant marqué le plus de points en saison régulière. En séries éliminatoires, l'équipe élimine les Blackhawks puis les Oilers d'Edmonton mais tombe en finale d'association de l'Ouest contre les Red Wings de Détroit de Sergueï Fiodorov et Brendan Shanahan, futurs vainqueurs. Avec 23 points, Claude Lemieux est le meilleur pointeur de l'équipe dans ces séries.
En 1997-1998, la franchise de Denver qui prend la deuxième place de l'association de l'Ouest. Ils sont opposés au septième de l'association en quart de finale, les Oilers. Après avoir mené trois victoires à une, l'Avalanche s'incline finalement en sept manches contre les coéquipiers de Doug Weight. Les « Avs » inscrivent un seul but à Curtis Joseph lors des trois dernières rencontres. En juin, Bob Hartley remplace Crawford à la tête de l'équipe.
En 1998-1999, l'Avalanche termine en tête de la division Nord-Ouest. Les partenaires de Roy écartent les Sharks de San José puis les Red Wings. Mais en finale d'association, l'aventure est stoppée par les Stars de Dallas. Les équipiers de Mike Modano remporteront la Coupe Stanley.

### Une dernière saison mouvementée
Le 28 décembre 2000, il est échangé aux Rangers de New York pour un choix de cinquième ronde au repêchage 2001 (Frantisek Skladany). Une blessure à la jambe lui fait manquer la majeure partie de la saison 2000-2001. Déçus par son rendement, les Rangers l'envoient aux Blues de Saint-Louis en retour de Peter Smrek le 5 mars 2001. Il joue son dernier match professionnel le 21 mai 2001. Ironie de l'histoire, c'est une de ces anciennes équipes qui élimine les Blues en finale d'association en cinq matchs. L'Avalanche conquiert par la suite la seconde Coupe Stanley de son histoire.

### Carrière internationale
Il a représenté l'Équipe d'URSS puis Équipe de Russie. Il a participé aux Jeux olympiques d'hiver de 1988 que l'URSS a remporté et de 1998. Il a également participé à de nombreux championnats du monde remportant le titre en 1989 et 1990.

## Trophées et honneurs personnels
Championnat d'URSS
- 1985 : champion avec le CSKA Moscou.
- 1986 : champion avec le CSKA Moscou.
- 1987 : champion avec le CSKA Moscou.
- 1988 : champion avec le CSKA Moscou.
- 1989 : champion avec le CSKA Moscou.

Coupe d'URSS
- 1988 : champion avec le CSKA Moscou.

Coupe d'Europe
- 1984-1985 : champion avec le CSKA Moscou.
- 1985-1986 : champion avec le CSKA Moscou.
- 1986-1987 : champion avec le CSKA Moscou.
- 1987-1988 : champion avec le CSKA Moscou.
- 1988-1989 : champion avec le CSKA Moscou.
- 1989-1990 : champion avec le CSKA Moscou.

Ligue nationale de hockey
- 1988: Repêché par les Nordiques de Québec en 11e ronde, en 189e position.

Championnat d'Europe junior
- 1982 : nommé meilleur défenseur.
- 1982 : nommé dans l'équipe d'étoiles.

Championnat du monde junior
- 1984 : nommé meilleur défenseur.
- 1984 : nommé dans l'équipe d'étoiles.

## Statistiques

### En club
| Saison     | Équipe                | Ligue        |     | Saison régulière | Saison régulière | Saison régulière | Saison régulière | Saison régulière | Saison régulière |   | Séries éliminatoires | Séries éliminatoires | Séries éliminatoires | Séries éliminatoires | Séries éliminatoires | Séries éliminatoires |
| Saison     | Équipe                | Ligue        | PJ  | B                | A                | Pts              | Pun              | +/-              | PJ               | B | A                    | Pts                  | Pun                  | +/-                  |                      |                      |
| 1980-1981  | VIFK Leningrad        | Vtoraïa Liga | 2   | 0                | 0                | 0                | 0                |                  |                  |   |                      |                      |                      |                      |                      |                      |
| 1981-1982  | VIFK Leningrad        | Vtoraïa Liga | 20  | 0                | 0                | 0                | 8                |                  |                  |   |                      |                      |                      |                      |                      |                      |
| 1981-1982  | SKA Leningrad         | URSS         | 20  | 1                | 2                | 3                | 16               |                  |                  |   |                      |                      |                      |                      |                      |                      |
| 1982-1983  | SKA Leningrad         | URSS         | 42  | 2                | 1                | 3                | 32               |                  |                  |   |                      |                      |                      |                      |                      |                      |
| 1983-1984  | SKA Leningrad         | URSS         | 43  | 2                | 3                | 5                | 32               |                  |                  |   |                      |                      |                      |                      |                      |                      |
| 1984-1985  | CSKA Moscou           | URSS         | 36  | 3                | 2                | 5                | 26               |                  |                  |   |                      |                      |                      |                      |                      |                      |
| 1985-1986  | CSKA Moscou           | URSS         | 40  | 3                | 5                | 8                | 30               |                  |                  |   |                      |                      |                      |                      |                      |                      |
| 1986-1987  | CSKA Moscou           | URSS         | 38  | 4                | 7                | 11               | 24               |                  |                  |   |                      |                      |                      |                      |                      |                      |
| 1987-1988  | CSKA Moscou           | URSS         | 39  | 3                | 2                | 5                | 28               |                  |                  |   |                      |                      |                      |                      |                      |                      |
| 1988-1989  | CSKA Moscou           | URSS         | 42  | 5                | 4                | 9                | 37               |                  |                  |   |                      |                      |                      |                      |                      |                      |
| 1989-1990  | CSKA Moscou           | URSS         | 42  | 4                | 7                | 11               | 42               |                  |                  |   |                      |                      |                      |                      |                      |                      |
| 1990-1991  | CSKA Moscou           | URSS         | 15  | 0                | 0                | 0                | 12               |                  |                  |   |                      |                      |                      |                      |                      |                      |
| 1990-1991  | Nordiques de Québec   | LNH          | 36  | 3                | 9                | 12               | 12               | -4               |                  |   |                      |                      |                      |                      |                      |                      |
| 1990-1991  | Citadels d'Halifax    | LAH          | 2   | 0                | 3                | 3                | 2                |                  |                  |   |                      |                      |                      |                      |                      |                      |
| 1991-1992  | Citadels d'Halifax    | LAH          | 3   | 0                | 0                | 0                | 0                |                  |                  |   |                      |                      |                      |                      |                      |                      |
| 1991-1992  | Nordiques de Québec   | LNH          | 68  | 5                | 18               | 23               | 22               | -9               |                  |   |                      |                      |                      |                      |                      |                      |
| 1992-1993  | Nordiques de Québec   | LNH          | 79  | 8                | 22               | 30               | 57               | -18              | 5                | 0 | 1                    | 1                    | 0                    | -3                   |                      |                      |
| 1993-1994  | Nordiques de Québec   | LNH          | 76  | 5                | 20               | 25               | 38               | +3               |                  |   |                      |                      |                      |                      |                      |                      |
| 1994-1995  | Nordiques de Québec   | LNH          | 14  | 1                | 2                | 3                | 6                | -1               |                  |   |                      |                      |                      |                      |                      |                      |
| 1995-1996  | Avalanche du Colorado | LNH          | 65  | 5                | 15               | 20               | 56               | +29              | 21               | 0 | 9                    | 9                    | 12                   | +13                  |                      |                      |
| 1996-1997  | Avalanche du Colorado | LNH          | 58  | 2                | 12               | 14               | 28               | +4               | 17               | 0 | 3                    | 3                    | 14                   | +3                   |                      |                      |
| 1997-1998  | Avalanche du Colorado | LNH          | 72  | 4                | 10               | 14               | 42               | +9               | 7                | 0 | 1                    | 1                    | 6                    | +1                   |                      |                      |
| 1998-1999  | Avalanche du Colorado | LNH          | 54  | 3                | 10               | 13               | 24               | +12              | 5                | 0 | 0                    | 0                    | 2                    | +1                   |                      |                      |
| 1999-2000  | Avalanche du Colorado | LNH          | 34  | 2                | 2                | 4                | 10               | -8               | –                | – | –                    | –                    | –                    | –                    |                      |                      |
| 2000-2001  | Avalanche du Colorado | LNH          | 9   | 0                | 1                | 1                | 6                | +2               | –                | – | –                    | –                    | –                    | –                    |                      |                      |
| 2000-2001  | Rangers de New York   | LNH          | 26  | 1                | 3                | 4                | 6                | -2               | –                | – | –                    | –                    | –                    | –                    |                      |                      |
| 2000-2001  | Blues de Saint-Louis  | LNH          | 16  | 0                | 4                | 4                | 6                | -3               | 13               | 0 | 0                    | 0                    | 4                    | +4                   |                      |                      |
| Totaux LNH | Totaux LNH            | Totaux LNH   | 607 | 39               | 128              | 167              | 313              | +50              | 68               | 0 | 14                   | 14                   | 38                   | +19                  |                      |                      |

### Statistiques en équipe nationale
| Année | Équipe   | Compétition                 |    | PJ | B | A | Pts | Pun | +/-                |  | Résultat |
| 1982  | URSS Jr. | Championnat d'Europe junior | 5  | 1  | 1 | 2 | 6   |     | Médaille de bronze |  |          |
| 1984  | URSS Jr. | Championnat du monde junior | 7  | 4  | 5 | 9 | 8   |     | Médaille d'or      |  |          |
| 1985  | URSS     | Championnat du monde        | 10 | 2  | 1 | 3 | 6   |     | Médaille de bronze |  |          |
| 1986  | URSS     | Championnat du monde        | 9  | 1  | 2 | 3 | 8   |     | Médaille d'or      |  |          |
| 1987  | URSS     | Coupe Canada                | 6  | 1  | 1 | 2 | 6   |     | Médaille d'argent  |  |          |
| 1987  | URSS     | Championnat du monde        | 10 | 1  | 2 | 3 | 8   |     | Médaille d'argent  |  |          |
| 1988  | URSS     | Jeux olympiques             | 8  | 1  | 3 | 4 | 6   | +2  | Médaille d'or      |  |          |
| 1989  | URSS     | Championnat du monde        | 9  | 2  | 1 | 3 | 2   | +6  | Médaille d'or      |  |          |
| 1990  | URSS     | Championnat du monde        | 10 | 1  | 3 | 4 | 6   |     | Médaille d'or      |  |          |
| 1991  | URSS     | Championnat du monde        | 10 | 1  | 4 | 5 | 2   |     | Médaille de bronze |  |          |
| 1991  | URSS     | Coupe Canada                | 5  | 0  | 2 | 2 | 0   |     | Cinquième place    |  |          |
| 1998  | Russie   | Jeux olympiques             | 6  | 0  | 1 | 1 | 8   |     | Médaille d'argent  |  |          |

## Vie privée
Après sa retraite sportive, il s'est installé à Evergreen dans le Colorado. Il a deux enfants. Il travaille dans une entreprise proposant des services audio et communication.